# کشتار شجاعیه

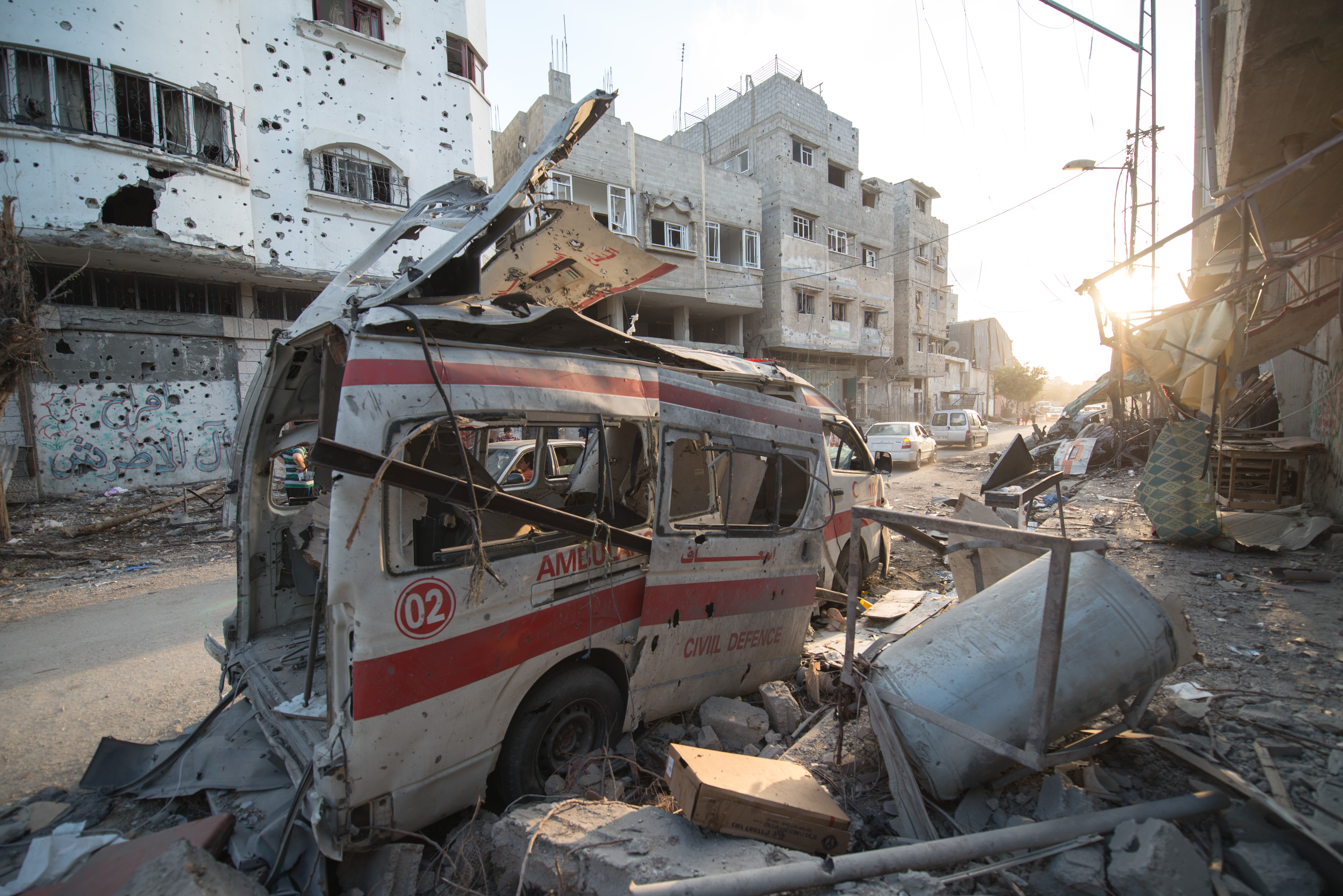
نمایی از منطقه شجاعیه در جریان آتش‌بس ۷۲ساعته بین حماس و اسرائیل - ۶ آگوست ۲۰۱۴.

شجاعیه یکی از بزرگترین محله های شهر غزه است. این شهر در غزه قرار دارد و اهمیت نظامی شجاعیه برای صدها سال آشکار بوده است، تا حدی به دلیل تل المنتر، تپه‌ای استراتژیک که در شجاعیه قرار دارد و دروازه غزه محسوب می‌شود. کسانی که تپه المنتر را کنترل می کنند، دسترسی بصری و استراتژیک به کل شهر غزه دارند.اعتقاد بر این است که نبرد شجاعیه در سال 2014 تعیین کننده ترین نبرد بین نیروهای متجاوز اسرائیلی و مقاومت فلسطینی در به اصطلاح «عملیات لبه محافظ»  اسرائیل بوده است. کشتار شجاعیه، به بمباران منطقه شجاعیه در نوار غزه در جریان تهاجم اسرائیل به این منطقه در سال ۲۰۱۴ اشاره دارد، که طی آن بیش از حدود ۶۰ تن که اغلب آنان زنان و کودکان بودند، توسط اسرائیل کشته و حدود ۳۰۰ تن نیز زخمی شدند. این یکی از بزرگ‌ترین کشتارهای اسرائیل در فلسطین طی سه دهه اخیر بوده‌است.

## پیش زمینه
«عملیات لبه محافظ» در ژوئیه و اوت 2014 بزرگترین عملیات ارتش اسرائیل در غزه بود که با حملات هوایی آغاز شد و انبارهای تسلیحات، زیرساخت های فرماندهی و شبکه گسترده ای از تونل های حماس را هدف قرار داد.در طول عملیات روشن شد که نیروی هوایی به تنهایی نمی تواند به طور قطعی موشک های حماس و تهاجمات آن ها ، با استفاده از تونل ها را متوقف کند. یک حمله زمینی توسط ارتش اسرائیل در 17 ژوئیه 2014 آغاز  شد و ارتش اسرائیل در حومه پرجمعیت شجاعیه که در آن زمان و هنوز هم یکی از پایگاه های حماس در شهر غزه است، با مقاومت سرسختی روبرو شد که منجر به کشته شدن تعدادی از سربازان اسرائیلی شد.این مقاومت دردناک ترین مقاومت برای ارتش اشغالگر اسرائیل بود، کمین گردان های القسام در لبه شرقی منطقه شجاعیه در غزه در 19 ژوئیه 2014 بود، زمانی که ستونی از تانک های اسرائیلی فریب خوردند و میدان مین منفجر شد و  نیروهایی که برای بیرون آوردن کشته ها و مجروحان نزدیک شدند نیز مورد حمله نارنجکی قرار گرفتند که منجر به کشته و زخمی شدن ده ها سرباز اسرائیلی شد. این موفقیت باعث شد که ارتش اشغالگر در صبح روز 20 ژوئیه کشتار فجیعی را علیه غیرنظامیان در شجاعیه انجام دهد، توپخانه اسرائیل خانه های فلسطینی ها را  گلوله باران کرد ، صدها فلسطینی را  را کشت و  نزدیک به 2000 زخمی برجای گذاشت و حدود 500 خانه، بیمارستان، مدرسه و مسجد ویران شد. به گفته وزارت بهداشت فلسطین، 90 درصد فلسطینی های کشته شده غیرنظامی بودند. OCHA تخمین می زند که هفتاد و پنج درصد غیرنظامیان بودند.
نبرد در شجاعیه، یکی از مقرهای حماس در نزدیکی مرز اسرائیل و غزه، در شب شنبه-یکشنبه در 19-20 ژوئیه، دو روز پس از آغاز حمله زمینی اسرائیل با تمرکز بر یافتن و تخریب تونل های حماس و خنثی کردن شلیک موشک آغاز شد.این قتل عام پس از آن رخ داد که نیروهای اسرائیلی این محله را "قلعه تروریستی" و "پایگاه خط مقدم" حماس توصیف کردند.

## شرح واقعه
در 20 ژوئیه، تیپ 1 گولانی ارتش اسرائیل وارد شجاعیه، محله ای در شهر غزه شد و آتش توپخانه و حملات هوایی مستقیماً به شجاعیه را آغاز کردند. فرماندهان به پیاده نظام دستور حمله دادند و هزاران گلوله 100 پوندی شلیک کردند. اف-16 بمب های یک تنی پرتاب کردند. تیپ گولانی با نامرهای 70 تنی خود بمباران را آغاز کردند دود سیاه غلیظی در طول روز از شجاعیه بلند شد و آسمان را تاریک کرد. هر چند ثانیه صدای سقوط بمب شنیده می شد. هواپیماهای بدون سرنشین بالای سرشان وزوز می کردند و گهگاه صدای شلیک مسلسل بلند می شد. حمله حدود ساعت 9 شب آغاز شد و تا اواخر بعد از ظهر روز بعد ادامه داشت. به گفته چند تن از ساکنان، تانک ها و توپخانه ها رگبار پس از رگبار گلوله ها بر روی محله باریدند و به طور بی رویه شلیک کردند. موشک ها به بلوک های آپارتمانی اصابت کردند. خیابان های شجاعیه پر از مرده بود.برخی از آمبولانس‌ها  با وجود گلوله باران برای نجات مردم تلاش کردند و یکی از آنها گلوله مستقیم خورد و امدادگر داخل آن کشته شد. یک خبرنگار تلویزیون نیز در شجاعیه کشته شد. اسرائیل و حماس با یک آتش بس دو ساعته بشردوستانه صلیب سرخ موافقت کردند تا تلفات را از منطقه خارج کنند. زیاد طول نکشید اسرائیل آتش بس را نقض کرد و گلوله باران را از سر گرفت. نزدیک به یکصد غیرنظامی در حمله وحشیانه اسرائیل به شجاعیه قتل عام شدند و هزاران نفر دیگر مجروح شدند.

## واکنش ها
این قتل عام محکومیت جهانی را برانگیخت و اتحادیه عرب قتل عام اسرائیل در شجاعیه در 20 ژوئیه 2014  را "جنایت جنگی" نامید.